# Brachymeria agonoxenae
Brachymeria agonoxenae is een vliesvleugelig insect uit de familie bronswespen (Chalcididae). De wetenschappelijke naam is voor het eerst geldig gepubliceerd in 1950 door Fullaway.